# Essex (New York)
Essex è un comune degli Stati Uniti d'America, situato nello Stato di New York, nella contea di Essex.